# سیما برزین
سیما برزین که به صورت چهر برزین هم شناخته می‌شود، از اشراف ایرانی از خاندان کارن بود که در زمان خسرو انوشیروان مقام سپهبدی خراسان را داشت.
سیما برزین فرزند اشراف زادهٔ قدرت مند ساسانی، زرمهر بود و هشت برادر داشت که بزرگمهر خوشنام هم جزو آنان است. نام سیما برزین اولین بار در دوران خسرو نخست (انوشیروان) به عنوان یکی از نخبگان خوشنام‌ترین مردان شاهنشاهی آورده شده‌است. گفته می‌شود خسرو از او به همراه دو تن دیگر از بزرگان به نام‌های ایزدگشنسپ و بهرام ماه آذر درخواست کرده بود که جانشین او شوند. خانواده سیما برزین به همراه بسیاری دیگر از خانواده‌های بزرگ اشرافی، در نهایت فرزند خسرو، هرمز چهارم را به عنوان شاهنشاه انتخاب کردند. در ۵۷۹ هرمز جانشین پدرش خسرو انوشیروان شد که سیما برزین را از اسپهبدی خراسان برکنار و برادرش بزرگمر را جانشین او کرد. بر طبق گفتهٔ طبری، در دهه ۵۸۰، هرمز دستور کشتن ۱۳٫۶۰۰ تن از اشراف و مذهبیون را داد که سیما برزین هم جزو آنان بود.

## زندگی‌نامه
سیما برزین فرزند اشراف‌زادهٔ قدرت‌مند ساسانی، زرمهر بود و هشت برادر داشت که بزرگمهر خوشنام هم جزو آنان است. نام سیما برزین اولین بار در دوران خسرو نخست (انوشیروان) به عنوان یکی از نخبگان خوشنام‌ترین مردان شاهنشاهی آورده شده‌است. گفته می‌شود خسرو از او به همراه دو تن دیگر از بزرگان به نام‌های ایزدگشنسپ و بهرام ماه آذر درخواست کرده بود که جانشین او شوند. خانواده سیما برزین به همراه بسیاری دیگر از خانواده‌های بزرگ اشرافی، در نهایت فرزند خسرو، هرمز چهارم را به عنوان شاهنشاه انتخاب کردند. در ۵۷۹ هرمز جانشین پدرش خسرو انوشیروان شد که سیما برزین را از اسپهبدی خراسان برکنار و برادرش بزرگمر را جانشین او کرد. بر طبق گفتهٔ طبری، در دهه ۵۸۰، هرمز دستور کشتن ۱۳٫۶۰۰ تن از اشراف و مذهبیون را داد که سیما برزین هم جزو آنان بود.